# 제598수송여단
제598수송여단(598th Transportation Brigade은 미국 육군 지상전개배급사령부의 유럽 지역 수송터미널여단이다. 1970년대에부터 네덜란드의 로테르담에 본부를 두고 있다.

## 역사
1945년 6월 7일, 독일 브레머하펜에서 제17요항만대로 창설되었다.
1947년 3월 14일에 브레머하펜 출항만대로 개명되었다.
1955년 8월 16일, 영국 내의 모든 유럽 주재 미국 육군의 항만을 통제하게 되었다. 1957년, 독일 만하임과 네덜란드 로테르담 하위항만이 가동되었고, 브레머하펜 출항만대에서 통제권을 가졌다.
1964년 7월, 생나제르로 옮겨가 사령부 본부를 차렸지만, 3년 뒤의 1967년 3월에 프랑스 정부의 외국군 추방령에 따라 주불 미군이 철수하면서 생나제르 시설은 가동을 중단하였다. 그리고 본부는 브레머하펜으로 다시 되돌아갔다.
1968년 4월, 영국 터미널과 이 날 가동된 리스본 터미널이 유럽 수송사령부로 전속되었다.
1970년, 네덜란드의 로테르담으로 본부를 옮겼다.
1977년, 아소르스, 이탈리아, 그리스, 스페인, 터키에 있는 수송 터미널 통제부대가 전속하였다.
1980년 1월, 아소르스 수송터미널대는 MTMC 동부지역대로 전속하였다.
1983년 7월 21일, 본부를 로테르담의 이웃 도시인 카펠러안덴에이설로 옮겼다.
1997년 10월 15일, MTMC 동부지역과 서부지역사령부가 배치지원사령부로 통합되어 군사교통관제사령부 직속부대가 되었다.
2012년 5월 1일, 제598수송여단과 제838수송대대은 네덜란드 로틀담에서 독일 슈투트가르트로 재배치되었다.

## 편성

### 현재
- 제838수송대대 - 독일 카이저슬라우테른 클레버 막사
  - 네덜란드 분견대 - 네덜란드 로테르담
  - 영국 분견대 - 영국 RAF 미들홀
  - 스페인 분견대 - 스페인 로타
  - 제950수송중대 - 독일 브레머하펜
- 제839수송대대 - 이탈리아 리보르노 캠프 다비
  - 그리스 분견대 -  그리스 피레아스
  - 이탈리아 분견대 - 리보르노
  - 터키 분견대 - 터키 이즈미르

### 이전
1997년 10월 1일
- 제831수송대대 - 바레인 마나마; (시기불명) 제595수송여단으로 전속함.
  - 쿠웨이트 분견대 - 쿠웨이트시티; (시기불명), 제840수송대대로 전속함.
  - 콰타르 분견대 - 도하
  - 사우디아라비아 분견대 - 다란
- 제838수송대대 - 네덜란드 로테르담
  - 제950수송중대 - 독일 브레머하펜
  - 제951수송중대 - 영국 입스위치
  - 라인강 분견대 - 독일 만하임
- 제839수송대대 - 이탈리아 리보르노
  - 제952수송중대 - 포르투갈령 아소르스; 2000년 6월 8일, 아소르스 분견대
  - 제953수송중대 - 그리스 피레아스 - 2003년 5월 1일, 그리스 분견대
- 제840수송대대 - 터키 이즈미르; (시기불명) 제595수송여단으로 전속함.
- OCCA 남부 - 이탈리아 나폴리; 2002년 5월 31일, 폐쇄

## 기록

### 배속
- 미국 유럽 육군; 1945년 6월 7일
- COMZEUR; 1960년 7월 1일
- 제4수송여단; 1969년 7월
- 군사교통관제사령부 동부지역;  1976년 7월 1일
- MTMC 동부지역대; 1992년 7월
- 지상전개배급사령부; 1997년 10월 15일

### 계보
- 1945년 6월 7일, 17th Mayor Port
→제17요항만대
- 1945년 3월 14일, Bremerhaven Port of Embarkation
→브레머하펜 출항만대
- 1964년 5월 1일, Transportation Terminal Command, Europe (TTCE)
→유럽 수송터미널사령부
- 1969년 7월, Transportation Terminal Group, Europe (USATTGE)
→유럽 수송터미널단
- 1981년 1월, MTMC Transportation Terminal Command (MTMC TTCE)
→MTMC 유럽 수송터미널사령부
- 1997년 10월 1일, 598th Transportation Terminal Group
→제598수송단 (터미널)
- (시기불명), 598th Transportation Terminal Brigade
→제598수송여단 (터미널)

## 참고
1. ↑  “SDDC's 598th Transportation Brigade relocates to Germany” (영어). Headquarter, SDDC Command Affairs Office. 2012년 5월 1일. 2021년 2월 12일에 확인함.

- “598th U.S. Army Transportation Terminal Group History Sheet” (PDF) (영어). Military Traffic Management Command Public Affairs Office. 2003년 5월. 2004년 10월 21일에 원본 문서 (PDF)에서 보존된 문서. 2020년 9월 12일에 확인함.
- “Bremerhaven Port of Embarkation”. 《U.S. Army in Germany》 (영어). 2019년 12월 31일에 확인함.
- “US Army Transportation Terminal Command, Europe”. 《U.S. Army in Germany》 (영어). 2019년 12월 31일에 확인함.
- “US Army Transportation Terminal Command, Europe”. 《U.S. Army in Germany》 (영어). 2019년 12월 31일에 확인함.